# Kenneth Kunst
Kenneth Kunst (nacido el 1 de noviembre de 1986) es un futbolista internacional de Curazao que se desempeña en el terreno de juego como delantero; su actual equipo es el UD Tera Kòrà.

## Trayectoria
- RKV FC Sithoc  2008-2012

- RKSV Centro Dominguito  2013-2014

- Centro Social Deportivo Barber  2014-2016

- RKSV Centro Dominguito  2016-2017

- CRKSV Jong Holland  2017-2019

- S.V. Vesta  2019-2021

- SV Victory Boys  2021-2022

- UD Tera Kòrà  2022-actualidad